# Epiechinus kuntzeni
Epiechinus kuntzeni är en skalbaggsart som beskrevs av Heinrich Bickhardt 1921. Epiechinus kuntzeni ingår i släktet Epiechinus och familjen stumpbaggar. Inga underarter finns listade i Catalogue of Life.